# Oděské národní akademické divadlo opery a baletu
Divadlo opery a baletu je nejstarším divadlem v Oděse na Ukrajině. Původní budova divadla byla otevřena v roce 1809, ta ovšem 2. ledna 1873 vyhořela. V letech 1883–1887 byla na jejím místě postavena druhá budova ve stylu vídeňského baroka. Navrhli ji proslulí rakouští divadelní architekti Ferdinand Fellner a Hermann Helmer.

## Divadelní budova

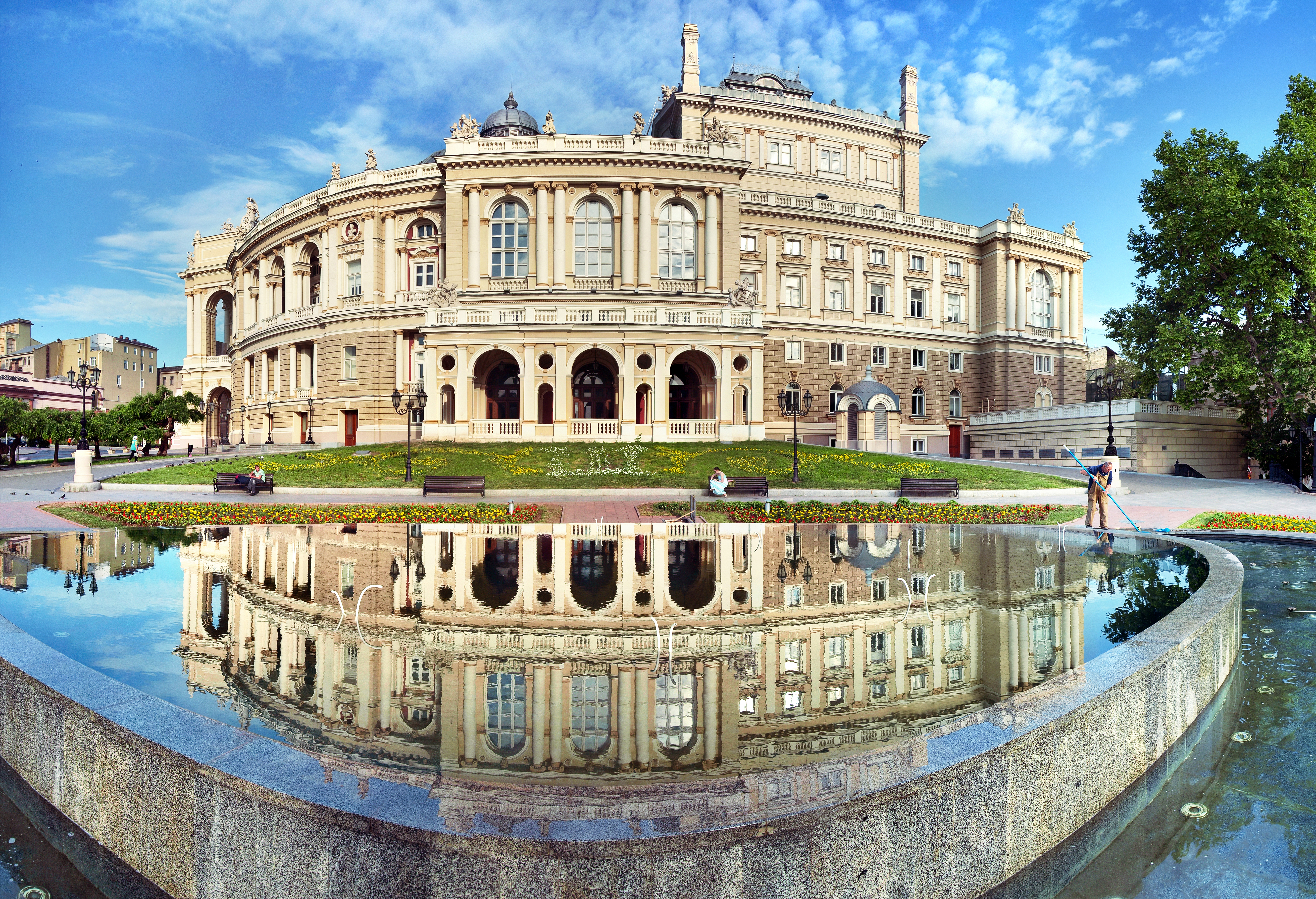
Budova divadla

Inspirací pro vznik nové budovy byla Semperova opera v Drážďanech. Fellner s Helmerem, zaměstnaní mnoha dalšími projekty, nedodali zcela podrobné plány a nikdy stavbu nenavštívili, na budově je tak i citelný podíl místních stavitelů Felixe Gonsiorovského, Alexandera Bernardazziho a Jurije Dimitrenka. Fellner byl přítomen až otevření budovy v roce 1887.
Nad vchodem oděské opery je umístěno sousoší múzy tragédie Melpomené. Vpravo dole se nachází socha múzy tance Terpsichoré, vlevo dole Orfeus a Kentaur. Přímo po stranách vchodu lze vidět sochy komedie a tragédie. Strop divadelního sálu zdobí bohatý dvoutunový lustr a čtyři malby na motivy děl Williama Shakespeara (Hamlet, Sen noci svatojánské, Jak se vám líbí a Zimní pohádka). Budova opery byla první stavbou v Oděse, která dostala osvětlení elektrickým světlem.
V roce 1925 došlo v budově k požáru, ale poškozené části byly brzy opraveny. Druhou světovou válku budova přečkala, i když Němci chystali její vyhození do povětří před tím, než z města ustoupí. V roce 1960 se uskutečnila rekonstrukce divadla. Kvůli narušené statice bylo divadlo několik let uzavřeno a k opětovnému zprovoznění došlo v roce 2007.

## Divadelní provoz

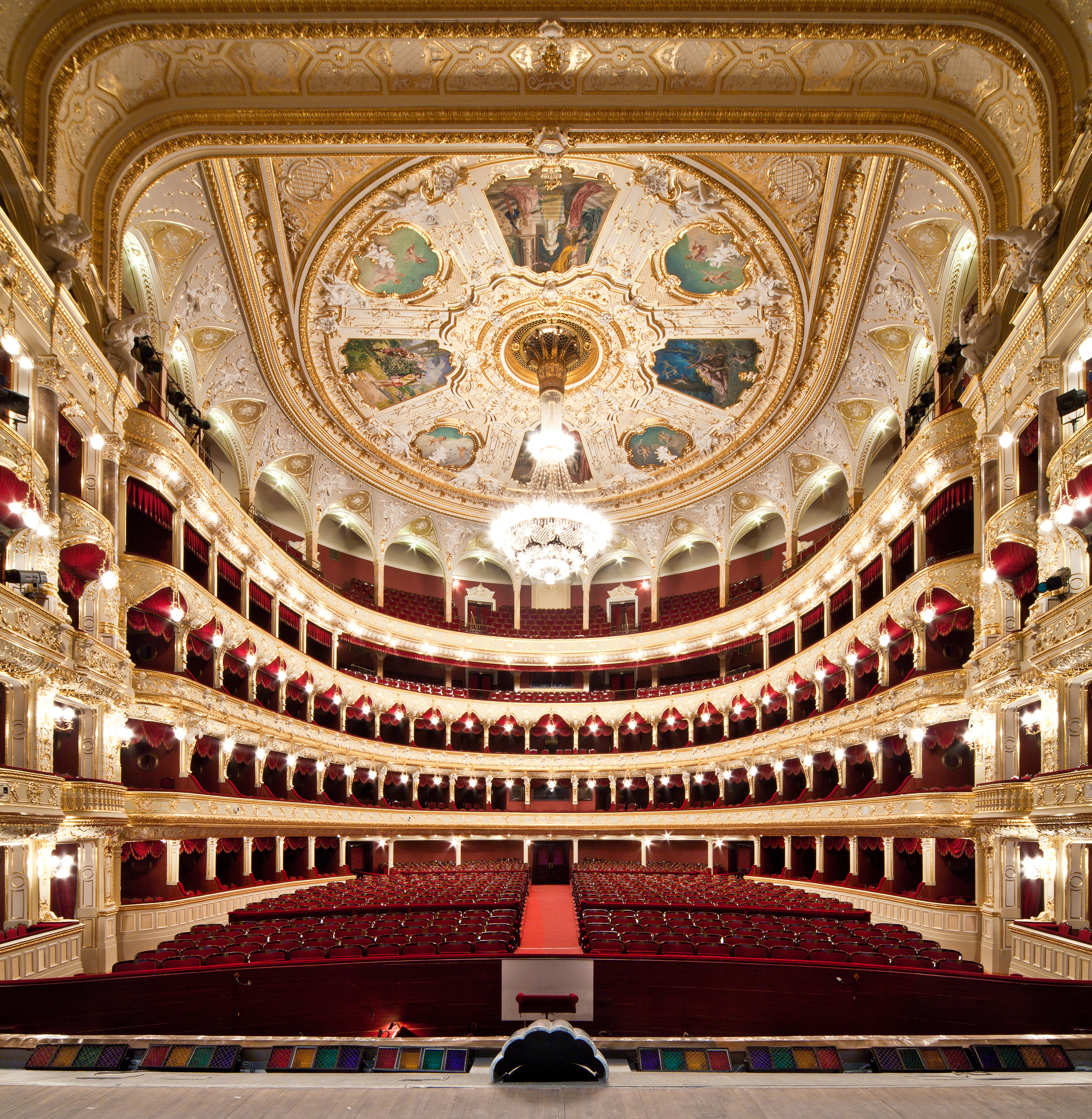
Pohled do hlediště opery v Oděse

Zpočátku nebyl v oděském divadle stálý soubor. Až začali budovat soubory divadelní podnikatelé, kteří dostávali operu do pronájmu, např. I. I. Čerepennikov nebo Iosif Jakovlevič Setgofer, kteří tam zvali známé umělce z Ruska i z Evropy. Repertoár byl založen na dílech západoevropských skladatelů, až v závěru 19. století začal jako jeden z prvních uvádět ruské opery I. N. Grekov (Rubinsteinova Démona a Čajkovského Pikovou dámu, tu pod dohledem skladatele). Právě na Čajkovského doporučení se v roce 1893 stal šéfdirigentem opery český umělec Josef Přibík (Iosif Pribik). Na konci 19. století v oděské opeře hostovali jak Fjodor Šaljapin nebo Enrico Caruso, tak třeba Oskar Nedbal nebo Jan Kubelík. Od roku 1897 do roku 1900 podnikal v opeře Alexandr Siberjakov, kterému se podařilo na scénu pozvat významné hvězdy jako Luisu Tetrazziniovou, Mattiu Battistiniho a další.
Po říjnové revoluci bylo divadlo znárodněno. Stabilní stálý soubor opery vznikl až v roce 1919. Uvedením Labutího jezera choreografem Robertem Balanottim v roce 1923 se zakládá i tradice stálého špičkového baletního souboru. Za druhé světové války byl soubor evakuován, částečně do Almaty. Umělci se ale aktivně účastnili i zájezdů, pořádaných k rozptýlení vojsk na frontě.